# Comuna Martînivka, Icinea
Martînivka (în ucraineană Мартинівка) este o comună în raionul Icinea, regiunea Cernihiv, Ucraina, formată din satele Haiiha și Martînivka (reședința).

## Demografie
Componența lingvistică a comunei Martînivka
     Ucraineană (99,39%)
     Alte limbi (0,61%)
Conform recensământului din 2001, majoritatea populației comunei Martînivka era vorbitoare de ucraineană (99,39%), existând în minoritate și vorbitori de alte limbi.